# Ztracený svět (Doyle)
Ztracený svět (anglicky The Lost World) s podtitulem: čili zpráva o úžasných nedávných dobrodružstvích profesora G. E. Challengera, Lorda Johna Roxtona, Profesora Summerleea a pana E. D. Malonea z redakce Daily Gazette je epistolární román (forma román v dopisech je střídána s fiktivním deníkem) žánru science fiction, který napsal sir Arthur Conan Doyle. Poprvé vyšel na pokračování v časopise Strand Magazine v roce 1912. Česky byl poprvé vydán v roce 1919.
Do češtiny přeložil nejprve Karel Weinfurter (1925), později František Gel. Román popisuje výpravu na amazonskou náhorní plošinu, kde dosud přežili dinosauři a jiná prehistorická zvířata. Hrdinou románu je profesor Challenger, který se objevil v dalších čtyřech knihách A. Conana Doylea.
Román byl několikrát zfilmován, poprvé v roce 1925.

## Děj
Vypravěčem příběhu je novinář E. D. Malone, který požádal svou přítelkyni Markétu o ruku, ona ale odmítla, toužila totiž po muži dobrodruhovi. Roztrpčenému Maloneovi zadává šéfredaktor Gazetty rozhovor s profesorem Challengerem. Challenger je výstřední skotský profesor, který se narodil roku 1863 a vystudoval univerzitu v Edinburghu a který tvrdí, že objevil „ztracený svět“ v Jižní Americe v okolí řeky Amazonky, kde se setkal s domorodými Kukany a dinosaury. Profesor vypráví, že v pralesích narazil i na bělocha Maplea Whitea, který ale záhy zemřel na vyčerpání. Pocházel z Detroitu a byl to umělec, který hledal inspiraci. Profesor se vydal po stopách jeho skicáře (v němž byly, mimo jiné, kresby dinosaurů a obrovských podivných rostlin) a objevil skalnatou pyramidu oddělující se od skalního masivu. Ve vzniklé kotlině panuje zcela odlišné klima a přežívají v ní prehistoričtí tvorové. Profesorovi se podařilo vyfotit a zastřelit pterodaktyla. Ulovené zvíře se mu ale do Londýna nepodařilo dopravit a fotografie byly rozmazané. Vědecká ani laická veřejnost mu tedy přirozeně nevěří.
Poté Challenger přednášel v zoologickém ústavu, kde mu odporovali vědci (hlavně Waldron) i laici, ale podařilo se mu sestavit výpravu, která se na základě jeho poznámek do Amazonie vydá a dokáže tak, že profesor má pravdu. Cesty do Amazonie se zúčastní šedesátiletý profesor srovnávací anatomie Summerlee, Edward Dunn Malone a čtyřicetiletý lord John Roxton.
Cestují zaoceánským parníkem do brazilského Belému, poté po řece Amazonce až do Manausu. Malone zůstává nadále vypravěčem, ale už si nevede deník a příběh je vyprávěn pomocí dopisů, které zasílá šéfredaktoru Gazetty McArdlovi.
Ke skupině se neplánovaně připojuje profesor Challenger, který ovšem takové malé překvapení pro výpravu plánoval od počátku. Výprava pokračuje směrem k útesům, na kterých je náhorní plošina – „ztracený svět“. Nejprve putují společně s domorodými indiány, kteří jim pomáhají, ale jsou mezi nimi i záškodníci – dva míšenci, z nichž jeden, jménem Gomez, se chce pomstít lordu Roxtonovi, který kdysi při své výpravě do Jižní Ameriky vedl vzpouru otroků proti jejich utlačovatelům, z nichž nejnebezpečnějším byl Gomezův bratr. Vzpoura skončila vítězstvím zotročených, když lord Roxton Gomezova bratra zabil. Výprava obejde náhorní planinu, ale nenajde žádný způsob, jak se dostat nahoru. Soutěska, kterou nahoru pravděpodobně vystoupal Maple White, je zavalená. Nakonec se nahoru vyšplhají po osamělé skále, která stojí několik metrů od útesů náhorní planiny a na níž roste strom, který pokácejí a využijí jako most. Gomez ale spadlý strom, který je pro cestovatele jediným spojením s okolním světem, strhne a výprava zůstane uvězněna nahoře na planině. Lord Roxton Gomeze zastřelí. Indiáni se vydají na cestu do svých vesnic, protože se bojí zlého ducha Kurupuri. Jediným přítelem pod planinou zůstává věrný černý nosič Zambo.
Výprava postupně prozkoumává „ztracený svět“, který pojmenovávají Zemí Maplea Whitea (svět je elipsovitého tvaru, jeho rozloha činí 45 km na délku a 35 km na šířku, terén se svažuje do středu, do jezera, které Malone pojmenoval Markétino jezero), a její členové prožívají mnohá dobrodružství. Výprava se kromě dinosaurů setká i s opolidmi, kteří unesou Roxtona, Summerlea a Challengera. Roxton ale uteče a s Maloneovou pomocí své druhy osvobodí. Cestovatelé zjistí, že na planině žijí kromě opolidí také indiáni, kteří s nimi vedou krutou válku. Výprava indiánům pomůže téměř všechny opolidi vyhubit. Pak již uvažují o návratu do civilizace, s níž jsou spojeni pouze přes Zamba. Profesor Challenger z bahenních plynů lapaných do velkého žaludku nějakého dinosaura vytvoří balón. Ten při zátěžové zkoušce uletí a profesor ho plánuje postavit znovu, ale pak výprava díky spřátelenému indiánovi zjistí, že jednou z jeskyní v útesech, které indiáni obývají, lze prolézt ven a pak lehce slanit dolů na zem. Výprava se navrací zpět do Londýna.
V zoologickém ústavu je svolána schůze, ovšem lidé, s doktorem Illingworthem v čele všech Challengrových odpůrců, opět vyprávěním ani fotografiím nevěří. Tentokráte se však Challenger pojistil, přivezl do Londýna živé mládě pterodaktyla. Lord Roxton se pak ostatním účastníkům výpravy svěří, že ve „ztraceném světě“ objevil také naleziště diamantů, jeden z nich nechal v Londýně vybrousit a odhadnout. Hodnota kamene byla 200 000 liber a částku si mezi sebou rozdělili účastníci výpravy. Challenger si za peníze hodlá založit soukromé muzeum, Summerlee odchází do výslužby a snad konečně utřídí fosílie, John Roxton plánuje další výpravu do Země Maplea Whitea a Malone, jehož milá Markéta se mezitím provdala za Viléma Pottse, se spolu s ním také chystá vypravit zpět do „ztraceného světa“.

## Prehistorická zvířata žijící na planině

### Dinosauři
- Iguanodon
- Stegosaurus
- Allosaurus/Megalosaurus/Ceratosaurus/Tyrannosaurus
- Phorusrhacos (pták)

### Další vymřelí plazi
- Plesiosaurus
- Ichthyosaurus
- Pterodactylus/Dimorphodon

### Savci
- Toxodon
- Megaloceros
- Glyptodon

## Filmové adaptace
- 1925 Ztracený svět (anglicky The Lost World) Americký film. Režie: Harry O. Hoyt, hrají: Bessie Love, Lewis Stone, Wallace Beery.
- 1960 Ztracený svět (anglicky The Lost World) Americký film. Režie: Irwin Allen, hrají: Michael Rennie, Jill St. John, David Hedison.
- 1992 Ztracený svět (anglicky The Lost World) Kanadský film. Režie: Timothy Bond, hrají: John Rhys-Davies, David Warner, Eric McCormack.
- 1999 Ztracený svět (anglicky The Lost World) Kanadsko Australský televizní seriál, který se ale původní knižní předlohou inspiroval jen minimálně. Režie: Ian Gilmour, Catherine Millar a jiní, hrají: Peter McCauley, Rachel Blakely, William Snow, Jennifer O'Dell, David Orth, Lara Cox.
- 2001 Ztracený svět (anglicky The Lost World) Anglicko, Americko, Německý TV film. Režie: Stuart Orme, hrají: Bob Hoskins, James Fox, Tom Ward, Matthew Rhys, Peter Falk.